# Anomala longiclypea
Anomala longiclypea är en skalbaggsart som beskrevs av Lin 1999. Anomala longiclypea ingår i släktet Anomala och familjen Rutelidae. Inga underarter finns listade i Catalogue of Life.